# Delias baracasa
Delias baracasa är en fjärilsart som beskrevs av Semper 1890. Delias baracasa ingår i släktet Delias och familjen vitfjärilar. Inga underarter finns listade i Catalogue of Life.